# إدوارد تيري
إدوارد تيري (بالإنجليزية: Edward Terry)‏ هو سياسي أسترالي، ولد في 3 فبراير 1840، وتوفي في 19 نوفمبر 1907. انتخب عضو الجمعية التشريعية نيو ساوث ويلز.